# Рэ, Пауль
Пауль Людвиг Карл Генрих Рэ, встречается также написание фамилии Ре (нем. Paul Ludwig Carl Heinrich Rée; 21 ноября 1849, Бартельшаген, провинция Померания, Германская империя — 28 октября 1901, Целерина, Швейцария), — немецкий писатель и философ-позитивист, друг философа Фридриха Ницше, врач.

## Биография
Пауль Рэ родился 21 ноября 1849 года в Бартельшагене, в провинции Померания. Он был вторым сыном в семье евреев, принявших христианство (протестантизм), Фердинанда Филиппа Рэ — богатого землевладельца и предпринимателя из Гамбурга — и Йенны Юлии Филиппины Рэ, урождённой Йенны Эмилии Юлии Георгины Йонас.
В 1868 году он окончил лицей Иоахима Фаллера в Берлине. В Лейпцигском университете Рэ (по настоянию отца) изучал право. Во время Франко-прусской войны он ушёл добровольцем на фронт, но 18 августа 1870 года в битве под Сен-Прива был ранен и демобилизован из армии.
Рэ продолжил образование, но вместо права стал изучать философию. Ежемесячное пособие, которое он получал от родителей, позволяло ему вести собственные исследования. Он изучал сочинения Дарвина, Шопенгауэра и французских писателей, таких как Лабрюйер и Ларошфуко.
В 1875 году Рэ получил докторскую степень по философии в университете в Галле, защитив диссертацию на тему «О концепции красоты (нравственное) в моральной философии Аристотеля». В том же году он издал своё первое сочинение — «Психологические наблюдения». Однако его дальнейшие попытки закрепиться в научном сообществе потерпели фиаско.
Ещё в мае 1873 года в Базеле он познакомился с Ницше. Между ними завязалась переписка, а спустя три года они стали друзьями. В 1877 году, по приглашению Мальвиды фон Мейзенбург, Рэ и Ницше приехали в Сорренто. Здесь, осенью 1877 года, Рэ написал своё главное сочинение — «Происхождение нравственных чувств».
Во время поездки в Италию в марте 1882 года, также по приглашению фон Мейзенбург, Рэ познакомился с Лу фон Саломе. Вскоре он понял, что она нравится и Ницше. Через несколько месяцев треугольник распался. Между фон Мейзенбург и Рэ завязалась активная переписка. Сохранившиеся письма раскрывают картину взаимоотношений между Ницше и Рэ, Ницше и фон Мейзенбург из-за Саломе.
Лу и Рэ жили вместе до 1885 года в Берлине, однако любовниками они не стали — таким было её условие. В Берлине они собрали вокруг себя группу друзей-учёных, в которую вошли историк литературы Георг Брандес, историк Ханс Дельбрюк, индолог Пауль Диссен, психолог Герман Эббингауз, педагог Рудольф Леман, геолог и путешественник Пауль Гюсфельд, синолог Вильгельм Грубе, философы Генрих Ромунд, Фердинанд Тённис и Генрих фон Штейн. Лу отвергла предложение Рэ выйти за него замуж, а когда провалилась ещё одна попытка Рэ сделать академическую карьеру, они расстались.
В 1885 году Рэ стал изучать медицину, и спустя пять лет успешно завершил своё обучение в Мюнхене. 
Он поселился в Штиббе, в Западной Пруссии, в имении своего брата. Здесь Рэ служил врачом, следя за здоровьем работников, трудившихся на ферме в поместье.
В 1900 году Рэ переехал в Целерину, в Швейцарии, где также служил врачом для местных жителей. 
28 октября 1901 года во время горного похода Пауль Рэ упал в ущелье и погиб. До сих пор, не установлено, был ли это несчастный случай или самоубийство. Похоронен на кладбище Сан-Джан в Целерине.

## Философия
В истории философии Рэ больше известен как друг Ницше, чем как самостоятельный философ. Характер большей части его размышлений носит на себе отпечаток идей его друга и их общей подруги Лу фон Саломе. В накопленном им материале разнообразных исследований под заголовком «психологические наблюдения», Рэ пытался дать описание человеческой природе через афоризмы, литературные и философские толкования.
Философия Рэ представляет собой особый взгляд на человеческую психику, в частности, на феномен морали, который он исследует в своем фундаментальном сочинении «Происхождение нравственных чувств».
Во-первых, Рэ пытается объяснить возникновение альтруистических чувств у человека. Во-вторых, он пытается интерпретировать процесс, который формирует альтруистические чувства, как естественный. Делая выводы из психологических наблюдений, Рэ утверждает, что альтруизм является врожденным человеческим качеством, которое на протяжении веков закрепилось путём отбора.
Исследуя происхождение морали, Рэ говорит о том, что человек ощущает собственные действия, давая им положительную или отрицательную оценку. Из последнего он выводит такой феномен, как угрызения совести.
Рэ отвергает идею свободы воли. В его понимании это заблуждение лежит в основе развития чувства справедливости, которое возникает из двух ошибок, а именно, потому, что наказание за нанесенный ущерб выглядит как акт возмездия и потому, что люди верят в свободу воли.
Рэ отклоняет метафизические объяснения добра и зла. Он говорит, что лучшие объяснения этим феноменам были предложены Дарвином и Ламарком, которые выводят моральные явления к естественным причинам. Рэ утверждает, что наши нравственные чувства являются результатом изменений, которые произошли в течение многих поколений. Вслед за Ламарком, он говорит, что приобретённые привычки могут быть переданы последующим поколениям, как врожденные особенности. Как приобретенная привычка, альтруистическое поведение в конечном итоге превратилось во врожденную характеристику. Альтруистичное поведение было настолько выгодным, по мнению Рэ, что в конечном итоге стало восприниматься, как нечто хорошее само по себе, независимо от его последствий для того, кто совершает подобное действие.
Ницше согласившись с методом Рэ, тем не менее подверг его исследование критике, сказав, что оно слишком упрощённое и основанное на наивной утилитарной точке зрения. Назвав сочинение Рэ «человечным, слишком человечным», он посоветовал автору отказаться от романтизма Вагнера и обратиться к «Réealismus»

## Сочинения
- «Психологические наблюдения» (Psychologische Beobachtungen,1875).
- «Происхождение нравственных чувств» (Der Ursprung der moralischen Empfindungen, 1877).
- «Формирование совести» (Die Entstehung des Gewissens, 1885).
- «Иллюзия свободы воли» (Die Illusion der Willensfreiheit, 1885).
- «Собрание сочинений» (Gesammelte Werke 1875—1885.).